# Hideout (Utah)
Pour les articles homonymes, voir Hideout.
Hideout est une municipalité américaine située dans le comté de Wasatch en Utah. Lors du recensement de 2010, sa population est de 656 habitants, aux trois quarts latinos.

## Géographie
Hideout est située sur la rive est du Jordanelle Reservoir (en), dans la chaîne Wasatch. Elle est desservie par la route d'État 248.
Selon le Bureau du recensement des États-Unis, la municipalité s'étend en 2010 sur une superficie de 3,87 milles carrés (10,02 km2), dont 0,58 mille carré (1,5 km2) de plans d'eau.

## Histoire
En 2007, les promoteurs immobiliers de Hideout (Mustang Development) défendent auprès de la législature de l'Utah une réforme permettant à un promoteur détenant 50 % des terres d'une communauté de former une municipalité, sans l'accord du reste des propriétaires, si cette communauté compte plus de 100 habitants. La loi est adoptée à l'unanimité de la législature. Après un premier refus en février 2008 et une décision de justice, le comté de Wasatch autorise la création de la municipalité de Hideout le 22 juin 2008. La loi controversée est modifiée la même année.
La municipalité est nommée en référence au Hideout Canyon voisin.

## Démographie
| Groupe            | Hideout | Utah | États-Unis |
| ----------------- | ------- | ---- | ---------- |
| Autres            | 51,5    | 6,9  | 6,4        |
| Blancs            | 46,0    | 86,1 | 72,4       |
| Afro-Américains   | 1,1     | 1,1  | 12,6       |
| Métis             | 0,8     | 2,7  | 2,9        |
| Asiatiques        | 0,5     | 2,0  | 4,8        |
| Amérindiens       | 0,2     | 1,2  | 0,9        |
| Total             | 100     | 100  | 100        |
|                   |         |      |            |
| Latino-Américains | 77,0    | 13,0 | 16,7       |

Selon l'American Community Survey pour la période 2010-2014, 59,08 % de la population âgée de plus de 5 ans déclare parler l'espagnol à la maison, 35,48 % déclare parler l'anglais et 5,44 % une autre langue.